# Microrganismo

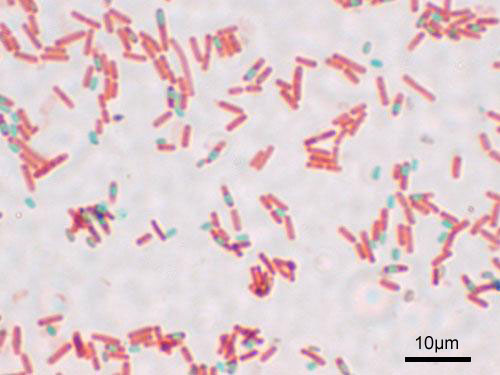
Spore di Bacillus subtilis

Un microrganismo è un organismo vivente avente dimensioni tali da non poter essere visto a occhio nudo (minori di 0,1 mm), essenzialmente esseri unicellulari appartenenti ai regni di protisti, monere e funghi. I virus e i viroidi, pur contenendo DNA o RNA, non sono considerabili microrganismi, in quanto non sono organizzati in cellule, non sono dotati di vita autonoma e non possono replicarsi da soli. 
L'esistenza dei microrganismi venne dunque scientificamente accertata solo con l'avvento del microscopio anche se il sospetto dell'esistenza di una qualche forma di vita invisibile era supportato dalla infinita varietà di malattie e infezioni che questi comportano in tutti gli esseri viventi (dal batterio all'uomo). 
Dalla nascita della microbiologia (la scienza che si occupa dei microrganismi) a oggi si sono sviluppate numerose raffinate tecniche di caratterizzazione per investigare la natura dei microrganismi presenti in un determinato substrato.

## Microbo
Con il termine microbo si intende un essere vivente, vegetale o animale, di dimensioni microscopiche. Altri intendono un batterio, ma solitamente nell'accezione di batterio patogeno.
La parola microbo è deprecata in quanto ambigua, similmente a quella di "germe".

## Classi di microrganismi e descrizione biologica
I microrganismi possono essere ritrovati quasi dovunque nella tassonomia. In essi, le funzioni vitali sono svolte da una sola cellula, oppure in più cellule (ma comunque non in tessuti). 
Le monere (batteri e alghe azzurre) e le Archea sono tutte microscopiche (mediamente da 0,2 μm a 300 µm), mentre solo alcuni eucarioti sono microscopici (protozoi e funghi). Ci sono anche organismi che sono microscopici in un periodo della vita e macroscopici in altri; ad esempio, il fungo Boletus edulis, il porcino, che passa da una forma di vita unicellulare microscopica (la spora, pochi micrometri) a una forma di vita pluricellulare macroscopica (il corpo commestibile, carpoforo, di 30 cm). Gli organismi unicellulari sono solitamente aploidi, tranne durante la duplicazione (nei batteri, la schizogonia o scissione binaria; nei funghi ci può essere riproduzione sessuata o asessuata). 

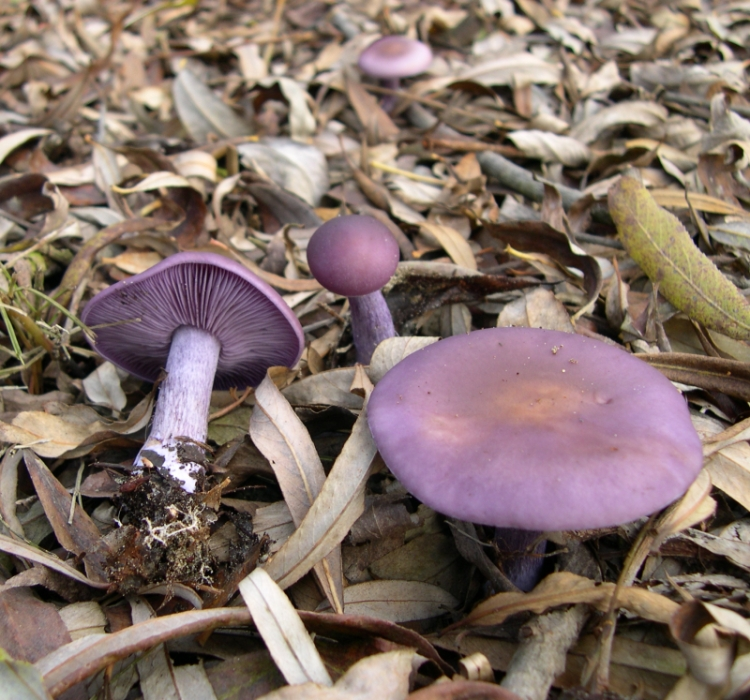
Corpo fruttifero di un fungo

In altre forme di vita, una cellula può essere poliploide (più di due copie del genoma) o avere più di un nucleo (cellula cenocita), come nel caso delle ife dei funghi inferiori (Mastigomiceti, Zigomiceti inferiori,…), gli aggregati di cellule che formano i filamenti tipici dei funghi. Ci sono poi esseri viventi che sono microscopici e pluricellulari per tutta la durata della loro vita (alcuni funghi).
I virus, pur essendo microscopici, mancano delle caratteristiche di base degli esseri viventi e quindi non sono microrganismi, perché sono acellulari, cioè non posseggono i requisiti minimi di una cellula, e non possono replicare da soli, dovendo utilizzare forzatamente a questo scopo le cellule degli organismi viventi. I virus sono estremamente piccoli (da 20 nm a 400 nm) e sono composti da solo acido nucleico rivestito da un involucro protettivo. Sono annoverati anche i viroidi (RNA di 22 chilobasi “nudo”) e i prioni (proteina “pirata”, in grado di provocare patologie, es. il prione dell'encefalopatia spongiforme bovina).

## Habitat ed ecologia
I microrganismi si trovano in quasi tutti gli ambienti naturali.

### Estremofili
I microrganismi particolari cioè estremofili in quanto possono trovarsi in numerosi ambienti ostili, si dividono in:
1. Acidofili: vivono in ambienti con pH minore o uguale a 3 (Acetobacter aceti sopravvive addirittura a pH=0);
2. Alcalofili: vivono in ambienti con pH superiori o pari a 9 (es. Bacillus alcalophilus);
3. Barofili: vivono a pressioni altissime, da 70 atm a più di 1 000 atm;
4. Endoliti: vivono nelle rocce, nei piccolissimi interstizi tra una roccia e l'altra. 

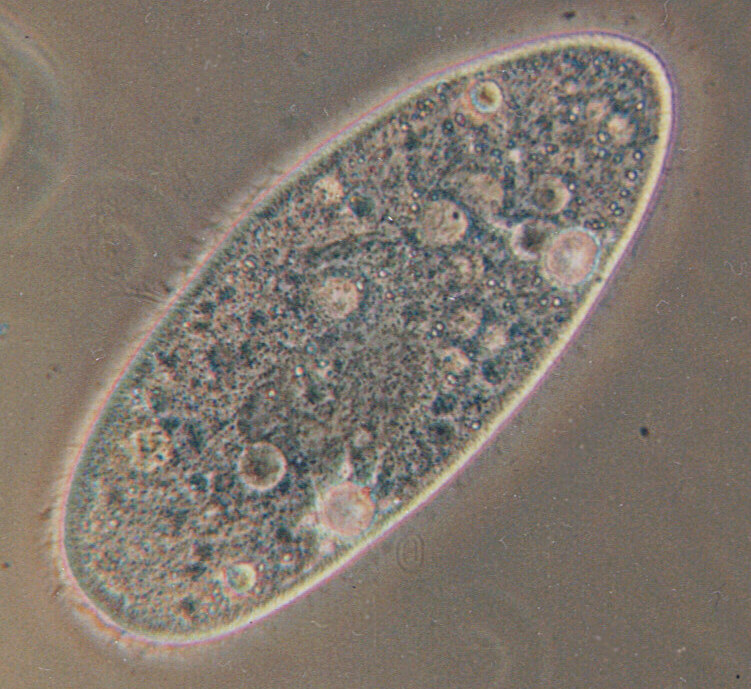
Foto di un microrganismo eucariote: il paramecio
5. Alofili: vivono in ambienti con pressione osmotica superiore a quella di una soluzione di cloruro di sodio al 20% in acqua (es. Salinibacter ruber);
6. Termofili e ipertermofili: vivono in temperature maggiori di 60 °C, preferendo gli 80 °C e sopportando anche temperature maggiori di 120 °C (alcuni anche 150 °C), un esempio è Pyrococcus furiosus;
7. Litoautotrofi: vivono sulle rocce e si nutrono ossidando i minerali e usando come fonte di carbonio l'anidride carbonica (es. Nitrosomonas europaea);
8. Metallo-tolleranti: in grado di tollerare alte concentrazioni di metalli come rame e zinco, ma anche arsenico e cadmio;
9. Oligotrofi: sono capaci di vivere in ambienti con pochissimo cibo;
10. Poliestremofili: possiedono più di una caratteristica (es. termofili e alofili);
11. Criofili o Psicrofili: in grado di vivere da 15 °C a 0 °C;
12. Radioresistenti: possono tollerare le radiazioni ionizzanti (raggi X e raggi gamma), i raggi ultravioletti e le radiazioni nucleari come il Deinococcus radiodurans;
13. Xerofili: vivono in ambienti con una ridottissima quantità d'acqua, addirittura nel deserto d'Atacama (precipitazioni: 3 mm annui).

Alcuni estremofili erano noti già dagli anni cinquanta, la ricerca si è intensificata quando sono stati scoperte tracce di vita microbiotica in ambienti considerati, una volta, sterili. Un altro incentivo che ha allettato il mondo della ricerca è costituito dalle possibili applicazioni industriali. Interessano soprattutto i catalizzatori biologici, o enzimi, che aiutano gli estremofili a replicarsi in condizioni difficili.
Gli studi sugli estremofili hanno aiutato gli esperti a ricostruire i passi evolutivi degli organismi. Al modello tradizionale che prevede l'introduzione dei procarioti (cellule prive di nucleo) e successivamente la diffusione degli eucarioti (cellule più complesse) alcuni ricercatori hanno aggiunto un terzo raggruppamento chiamato archea che dovrebbe avere un antenato in comune con le altre due linee evolutive.
Le applicazioni che potrebbero trarre grandi benefici spaziano dal settore alimentare all'abbigliamento, dalla medicina alla farmacologia, visto che gli enzimi degli estremofili consentono un notevole risparmio di costi e un aumento della efficienza dei processi.

## Importanza nelle attività umane
I microrganismi sono usati con gran successo nell'industria fermentiera, casearia, panificatrice, in quella dei carburanti, in salumifici, nelle biotecnologie, nello studio della biochimica, della genetica e anche nella guerra (armi biologiche).
Nell'industria fermentiera, i microrganismi (soprattutto funghi delle famiglie Saccharomicetaceae e Cryptococcaceae) sono usati per preparare le bevande alcoliche, inoculandoli in substrati come malto d'orzo (per la produzione della birra), succo d'uva (produzione di vino), malto di riso (produzione del sakè), patate, cereali (produzione di superalcolici come la vodka ed il whisky), canna da zucchero (produzione del rum), miele (produzione dell'idromele), succo e polpa di mele (produzione del sidro); sono inoltre usati per produrre l'aceto, insediandoli in vino, sidro o idromele. Inoltre, insediando diversi tipi di microrganismi (lieviti ed acetobatteri) nel mosto d'uva, opportunamente trattato, si può ottenere l'aceto balsamico.

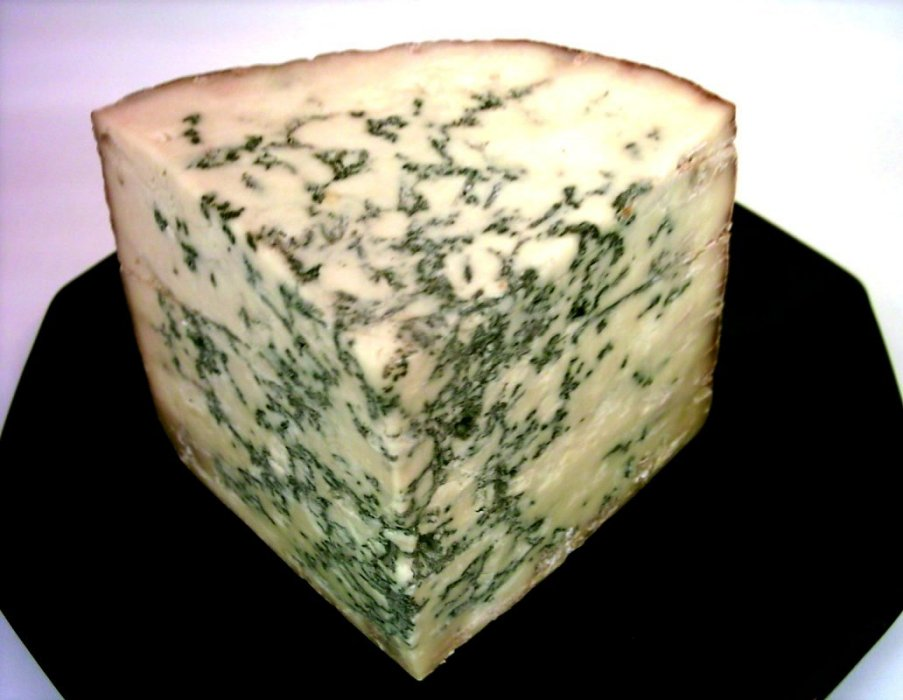
Formaggio ottenuto inoculando muffe appropriate (Stilton)

Nell'industria casearia si usano microrganismi (soprattutto lactobacilli, bifidobatteri, Streptococchi, e muffe) per condurre la fermentazione lattica (lattosio in acido lattico), per produrre lo yogurt; ma anche per fare maturare i formaggi stagionati come il Parmigiano Reggiano e il Gorgonzola.
Nei panifici si sfrutta la capacità del fungo Saccharomyces cerevisiae di produrre una gran quantità d'anidride carbonica gassosa che, rimanendo intrappolata nella massa dell'impasto, ed espandendosi, gonfia l'impasto come se fosse un palloncino. Questo processo è chiamato lievitazione naturale e richiede molto tempo (4 – 5 ore per 1 kg di farina). Questo processo non ha alcunché a che fare con la lievitazione istantanea in forno, ottenuta miscelando all'impasto, come ultimi ingredienti bicarbonato di sodio e tartrato di sodio.
L'industria dei carburanti usa lieviti più o meno "selvaggi" (non selezionati) per fermentare supporti come melasso di barbabietola da zucchero o di canna da zucchero, per ottenere un liquido con alto titolo alcolico, da destinarsi alla distillazione per produrre alcol etilico puro (al 95%) per alimentare il motore a combustione interna, i bruciatori da laboratorio e le caldaie.
I salumifici sfruttano numerosi microrganismi per stagionare il prosciutto crudo e condurre le fermentazioni che danno il sapore caratteristico a salame, mortadella, würstel, salsiccia e tutti gli altri salumi insaccati.

Escherichia coli al microscopio (10.000X)

Le biotecnologie, la biochimica e la genetica usano microrganismi come supporto di studio e/o esperimento per formulare e verificare conoscenze e ottenere metodi per produrre sostanze altrimenti difficilmente ritraibili oppure per indurre nuove caratteristiche in alcuni esseri viventi che non avrebbero mai potuto acquisire. Alcuni esempi sono:
1. L'insulina (ormone che abbassa la glicemia, usato nella terapia del diabete), una volta estratta da maiali e bovini, che però provocava problemi in alcune persone. Inserendo il gene che codifica l'insulina umana (con un intervento d'ingegneria genetica) nel lievito Saccharomyces cerevisiae, quest'ultimo sintetizza un ormone esattamente identico a quello prodotto dal pancreas umano delle persone non diabetiche.
2. La somatotropina umana (ormone della crescita), ormone indispensabile per curare il nanismo; una volta estratto da cadaveri, con difficoltà e gran dispendio di risorse, ora sintetizzato da microrganismi.

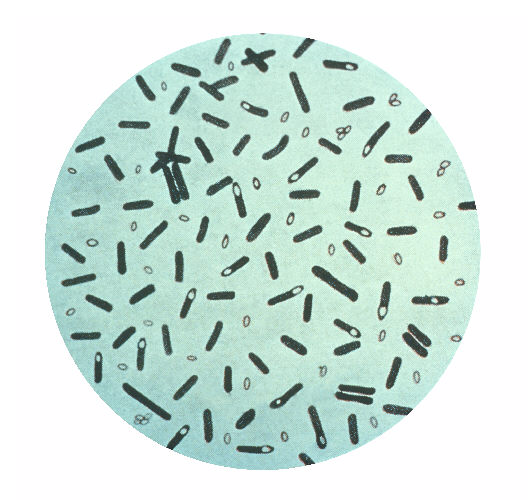
Il botulino, un batterio che produce una tossina mortale
3. Le piante resistenti agli erbicidi; è il caso della soia resistente al glifosate (erbicida totale). Così si può distribuire un solo erbicida per combattere qualunque infestante ed essere sicuri di non giocarsi la soia. Questo è stato possibile infettando la pianta con un batterio modificato (Agrobacterium tumefaciens).
4. Le piante resistenti ai parassiti. Con lo stesso metodo di cui sopra è possibile inserire geni che codificano per la produzione di sostanze che avvelenino i parassiti della pianta, ma non l'uomo. Es. il mais resistente alla piralide.

L'industria bellica sfrutta i microrganismi patogeni come armi da combattimento. È il caso del botulino, dell'antrace e d'altri microrganismi che vengono diffusi in campo nemico per scatenare pestilenze, quindi morti, come se ci fosse stata una guerra “vera”. Queste armi si chiamano armi biologiche.

## Importanza nella natura

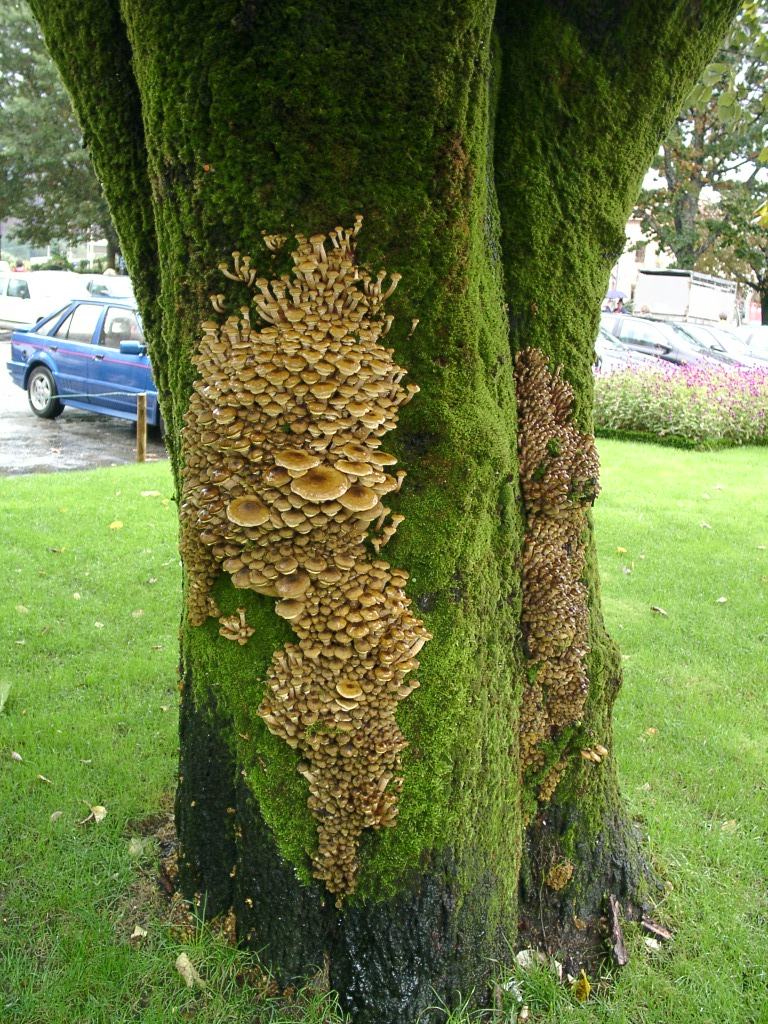
Un fungo parassita delle piante, ma commestibile: il Chiodino

I microrganismi hanno anche un ruolo importante negli ecosistemi, come decompositori, trasformando la sostanza organica morta (saprofiti) in sostanza inorganica, utile alle piante per vivere; sono anche importanti in quanto sono simbionti con organismi superiori o inferiori. Ad esempio:
1. Simbiosi alga-fungo (licheni), l'alga dà gli zuccheri al fungo e riceve l'azoto organico.
2. Simbiosi insetti/ruminanti-batteri cellulosolitici, i batteri scindono la cellulosa traendo nutrimento e protezione per sé (all'interno dell'intestino) e permettono all'insetto/ruminante di mangiare alimenti che contengono cellulosa (es. fieno) e poterli digerire e assimilare.